# ماترهورن
ماترهورن (به آلمانی: Matterhorn، ایتالیایی: چروینو Cervino، فرانسوی: Cervin) کوهی با ۴٬۴۷۸ متر بلندا و از بلندترین قله‌های آلپ است که در بخش غربی این رشته‌کوه، موسوم به آلپ پنین، و روی خط‌الرأس مرزی سوئیس-ایتالیا قرار دارد.
ماترهورن هرمی شکل است و چهار وجه آن به طرز جالبی دقیقاً رو به جهات اصلی جغرافیایی هستند و چهار یال اصلی که این وجوه را احاطه کرده‌اند مسیرهای عادی صعود به قله را تشکیل می‌دهند.
جبههٔ شمالی ماترهورن به بلندای ۱٬۲۰۰ متر (ترکیبی از یخچال و دیواره) از بلندترین و دشوارترین جبهه‌های شمالی در آلپ به حساب می‌آید.
کوه ماترهورن از خطرناک‌ترین کوه‌ها برای کوهنوردان آلپ بوده است. از سال ۱۸۶۵ که کوهنوردی به سوی قلهٔ آن آغاز شد تا سال ۱۹۹۵ بیش از ۵۰۰ کوهنورد بر روی آن کشته شده‌اند.
کوه ماترهورن از سوی شمال خاوری مشرف بر شهر زرمات در بخش واله سوئیس و از سوی جنوب مشرف به چروینیا در درهٔ آئوستا در ایتالیا است.
بااین‌که کوه ماترهورن بلندترین کوه سوئیس نیست ولی نمادین‌ترین کوه این کشور و به‌طور کلی و از دید خیلی‌ها نماد کوه‌های آلپ به‌شمار می‌رود.
برای دسترسی آسان‌تر به منطقه، خط راه‌آهن و تله‌کابین در پیرامون این کوه ساخته شده است. راه‌آهن گورنرگرات در نزدیکی کوه، در سال ۱۸۹۸ گشایش یافت.
موزه ماترهورن در زرمات تاریخ کوهنوردی منطقه را بازگو می‌کند.

## نام
نام ماترهورن در آلمانی از دو جزء Matte به معنی چمنزار و Horn به معنی شاخ (یا قله) تشکیل شده و معنای «شاخ چمنزار» می‌دهد. نام‌های ایتالیایی و فرانسوی آن از نام لاتین آن یعنی Mons Silvinus گرفته شده است. واژهٔ silva در لاتین به معنای جنگل است.

## زمین‌شناسی

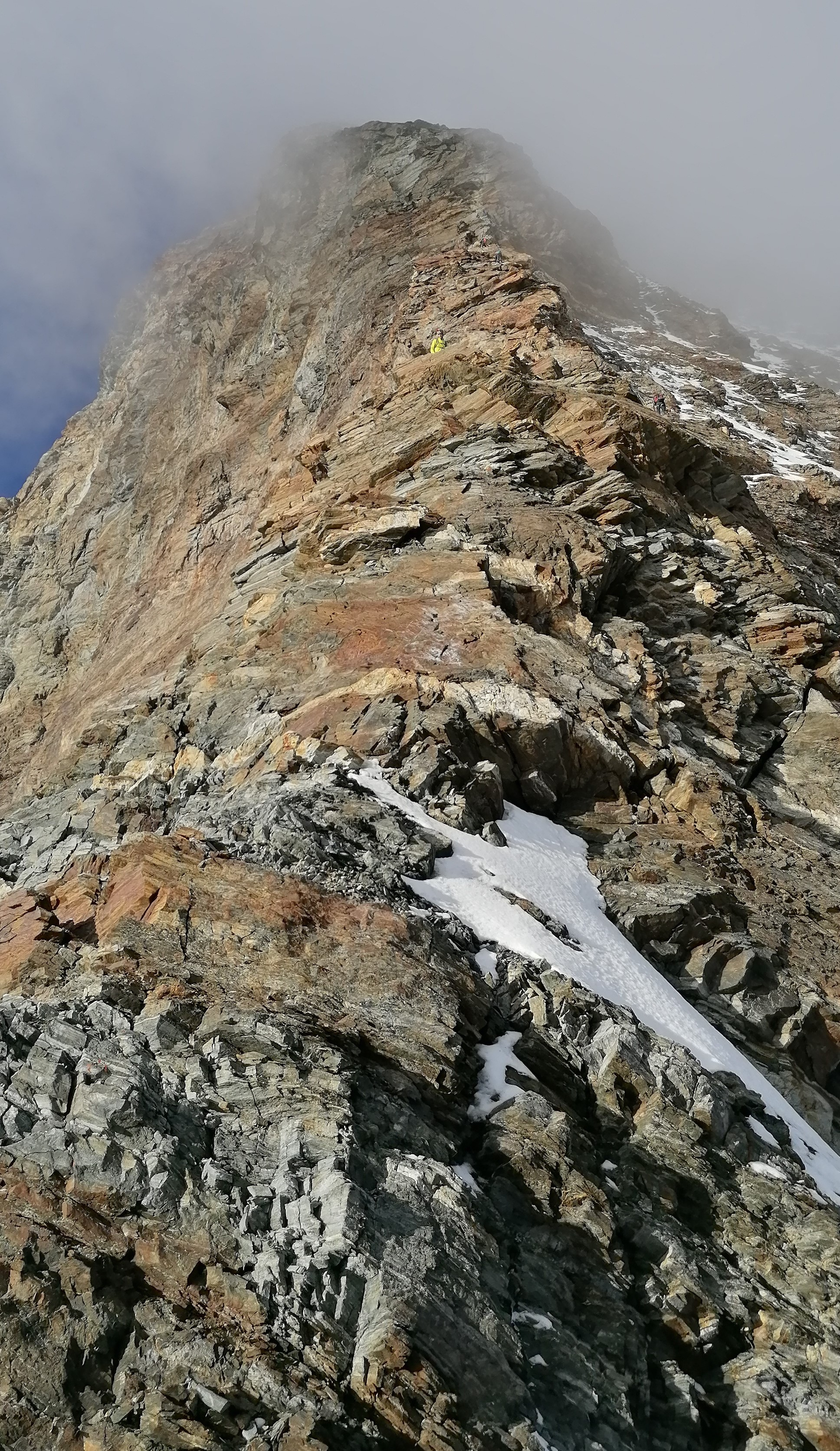
جنس صخره‌ها در ارتفاع حدوداً ۴۱۵۰ متری مسیر اصلی صعود به قلهٔ ماترهورن (یال هورنلی). ۲۵ اوت ۲۰۲۳

ماترهورن به همراه باقی آلپ حاصل فرایند موسوم به کوه‌زایی است که از برخورد دو صفحهٔ آفریقا و اورآسیا از پوستهٔ زمین ایجاد شده است. چینش خاص صفحات پوستهٔ زمین در محل این کوه، از قله (شکل گرفته از صفحهٔ آفریقا) تا دامنه، کوهپایه و درهٔ زرمات (لایه لایه از صفحات اوراسیا و اقیانوسی)، امکان کاوش همزمان سه دورهٔ تاریخ زمین، از پالئوزوئیک تا به اکنون، یعنی بیش از ۴۰۰ میلیون سال را برای زمین‌شناسان فراهم کرده است. همچنین ایجاد هرم منفرد ماترهورن در نتیجهٔ فرایند فرسایشی است که طی میلیون‌ها سال پس از کوه‌زایی اولیه به وقوع پیوسته و تا اکنون ادامه یافته است (ترکیبی از خراشیده شدن توسط یخچال‌های احاطه‌کنندهٔ آن و فرایند هوازدگی). مجموعۀ این ویژگی‌ها باعث شده است ماترهورن جذابیت خاصی برای زمین‌شناسان داشته باشد.
جنس سنگ‌ها در کوهپایهٔ ماترهورن عمدتاً رسوبی ناپایدار و بالاتر از حدوداً ۳۴۰۰ متری، که عمدهٔ مسیر فنی صعود را شامل می‌شود، گنَیس یا سنگ جرقه است (در آلمانی Gneis، احتمالاً برگرفته از آلمانی میانه با معنای لغوی جرقه به دلیل درخشان بودن آن). این نوع سنگ که حاصل فرایند دگرگونی سازندهایی از سنگهای آذرین یا رسوبی در دما و فشار بالاست، ساختاری دانه‌ای و لایه‌ای دارد. در مقایسه با گرانیت (سنگ محبوب صخره‌نوردان)، گنَیس اگر چه معمولاً دانه درشت‌تر است (اصطکاک خوب برای صعود روی آن، همانند گرانیت) اما به دلیل لایه‌ای بودن، در معرض هوازدگی بیشتری قرار دارد (شکستن و ریزش بیشتر در مقایسه با گرانیت).

## تاریخچهٔ صعودها

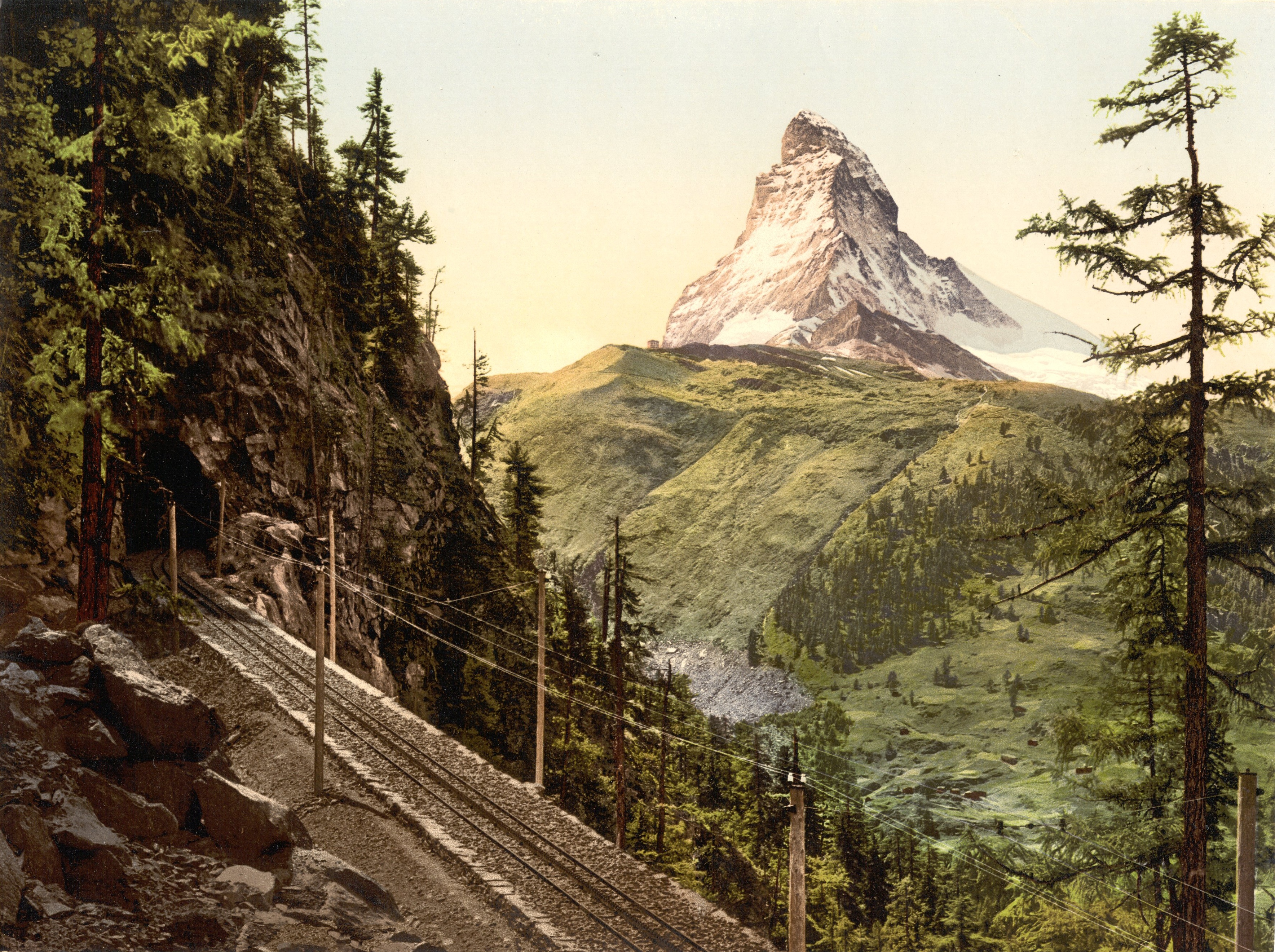
راه‌آهن گورنرگرات در سال ۱۹۰۰

قلهٔ ماترهورن از جمله آخرین قله‌های مهم آلپ بوده که صعود شده‌اند (قریب ۸۰ سال پس از نخستین صعود به مون‌بلان). نیمهٔ قرن نوزدهم دورانی بود که نخستین صعودها به قلل مهم آلپ از مسیرهای مختلف به اوج خود رسید. این صعودها که اغلب توسط کوهنوردان بریتانیایی (از جمله زنان کوهنورد) با همراهی راهنمایان محلی سوییسی و فرانسوی آنها صورت می‌گرفت، لقب عصر طلایی صعودهای آلپاین (golden age of alpinism) را به آن دوره داده است. در همین مقطع بود که توجه بهترین کوهنوردان اروپا بر صعود به ماترهورن متمرکز شد و رقابتی بین‌المللی به ویژه بین ایتالیایی‌ها و بریتانیایی‌ها برای نخستین صعود به قله شکل گرفت. تلاش ایتالیایی‌ها بیشتر بر یال جنوب‌غربی (یال Leone، مسیر ایتالیایی)، که گمان می‌رفت یالی کوتاه‌تر و با دشواری کمتر است، متمرکز بود تا اینکه تیمی ۵ نفره از بریتانیا با همراهی دو گاید از زرمات (پدر و پسر با نام خانوادگی Taugwalder) و سرپرستی کوهنورد ماجراجوی ۲۵ ساله، ادوارد ویمپر (Edward Whymper)، در ۱۴ ژوئیه ۱۸۶۵ موفق شدند از یال شمال‌شرقی به قله برسند (یال Hörnli، مسیر سوییسی). البته این صعود به فاجعه ختم شد چرا که ۴ نفر از آنها (همهٔ بریتانیایی‌ها به جز ویمپر) در مسیر فرود به جبههٔ شمالی سقوط کرده و کشته شدند. همین تراژدی بود که نقطهٔ پایانی بر عصر طلایی آلپینیزم گذاشت. از دیگر صعودهای شاخص به ماترهورن می‌توان به این موارد اشاره کرد:
- تنها ۳ روز پس از صعود تیم ویمپر، مسیر ایتالیایی توسط ژان آنتوان کارِل (Jean-Antoine Carrel)، کوهنورد و راهنمای سرشناس ایتالیایی و رقیب ویمپر، در قالب تیمی ۴ نفره در ۱۷ ژوئیه ۱۸۶۵ صعود شد.
- لوسی واکر (Lucy Walker) در ۲۲ اوت ۱۸۷۱ نخستین زنی بود که به قلهٔ ماترهورن رسید.
- یال شمال‌غربی (با نام Zmutt) در سپتامبر ۱۸۷۹ توسط تیمی از کوهنوردان انگلیسی و راهنمایان سوییسی صعود شد.
- نخستین صعودهای زمستانی: مارس ۱۸۸۲ از یال ایتالیایی و ژانویه ۱۹۱۱ از یال هورنلی.
- آخرین یال، جنوب‌شرقی به نام Furggen، به‌طور کامل در ۹ سپتامبر ۱۹۱۱ توسط کوهنوردان ایتالیایی صعود شد.

## مسیرهای صعود

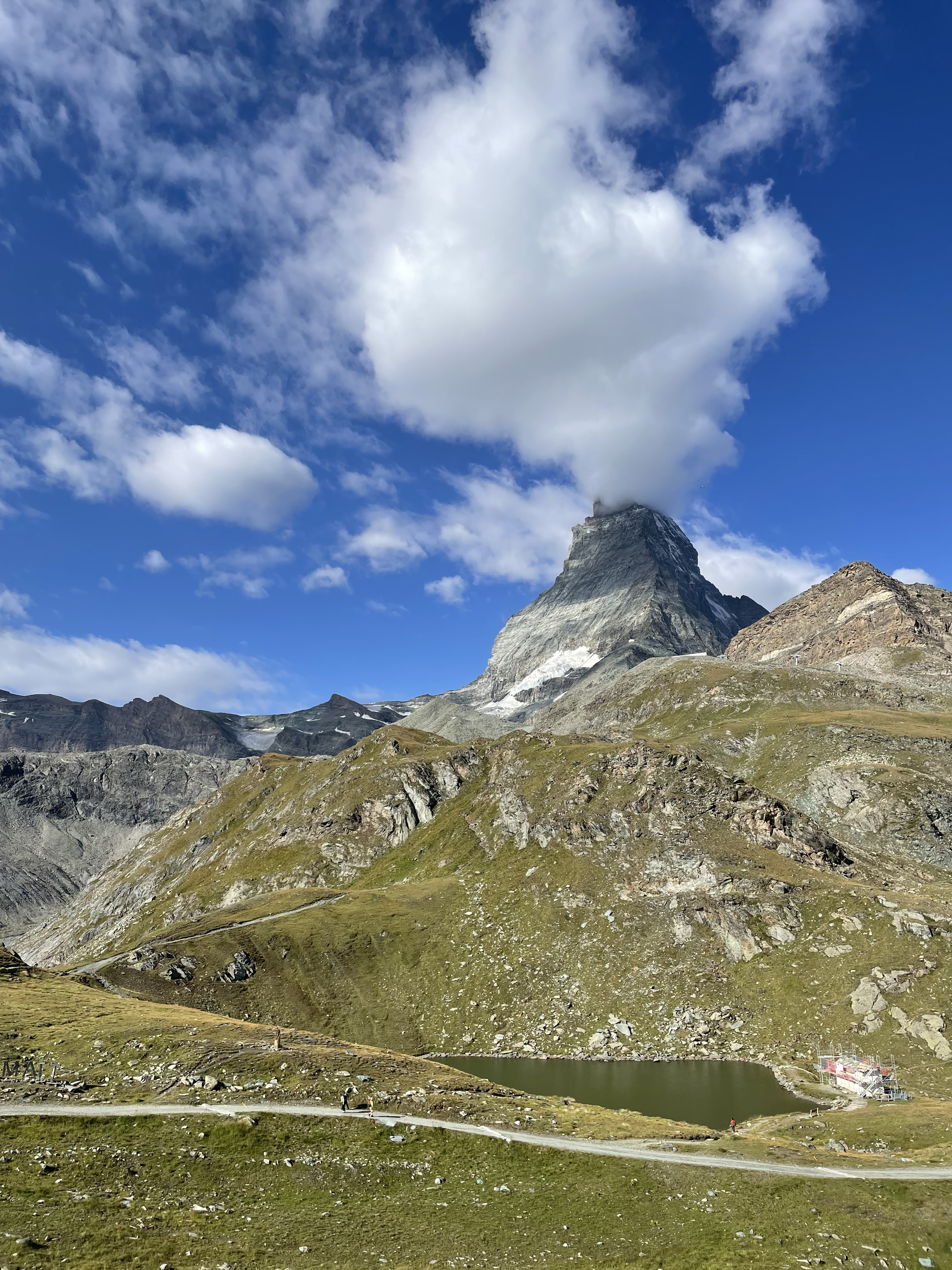
مسیر یال هورنلی از برکه Schwarzsee

مسیر اصلی صعود به ماترهورن یال شمال‌شرقی آن موسوم به هورنلی است (Hörnli، مسیر سوییسی) که در نمای قله از زرمات به‌طور کامل دیده می‌شود (یال میانی در عکس اصلی بالای صفحه). این مسیر از بالای زرمات (ارتفاع ۱۶۵۰ متری) آغاز شده و با گذر از کنار برکه ای به نام Schwarzsee در ارتفاع ۲۵۵۲ متر، به پناهگاه هورنلی (به آلمانی Hörnlihutte) در ارتفاع ۳۲۶۰ متری می‌رسد. فاصلهٔ زرمات تا Schwarzsee را می‌توان با تله‌کابین طی کرد و ادامهٔ مسیر تا پناهگاه نیز پاکوبی مشخص و علامت‌گذاری شده است که هر کجا لازم بوده با سیم بکسل، طناب، راهرو و پلکان فولادی ایمن‌سازی و تسهیل شده است.
مسیر فنی صعود بلافاصله بالای پناهگاه آغاز می‌شود و همواره توصیه شده است کوهنوردان بدون همراهی گاید (guide، راهنمای کوه دارای مجوز رسمی و معتبر) عازم قله نشوند. مسیر امروزی یال هورنلی در چندین نقطه با انحراف جزیی از گردهٔ یال (عمدتا به سمت وجه شرقی، و درانتها با چرخش به سمت دیوارۀ شمالی)، چند بخش صخره ای/دیواره ای از مسیر نسبتاً مستقیمی که تیم ویمپر طی کردند را دور زده و صعود را نسبت به مسیر حماسی آنها کمی آسان‌تر کرده است؛ به طوری که هم‌اکنون پایین‌ترین درجه سختی را در بین چهار یالی که هرم ماترهورن را احاطه کرده‌اند دارد: از لحاظ سنگ/صخره‌نوردی درجه سختی III (درجه‌بندی UIAA، فدراسیون بین‌المللی کوهنوردی از حداکثر XII) و از جنبهٔ کوهنوردی آلپاین یا mountaineering درجه AD (Fairly hard = Assez difficile، درجه‌بندی فرانسوی). بااین‌حال، خطرات خاص این کوه را باید جدی گرفت، از جمله هوای بسیار ناپایدار، مسیر نه چندان مشخص (در ترکیب با مسیرهای فرعی کور یا نیمه‌تمام)، طولانی بودن روز قله و خطر ریزش سنگ و یخ (به خصوص در روزهای پرترافیک و گرم).

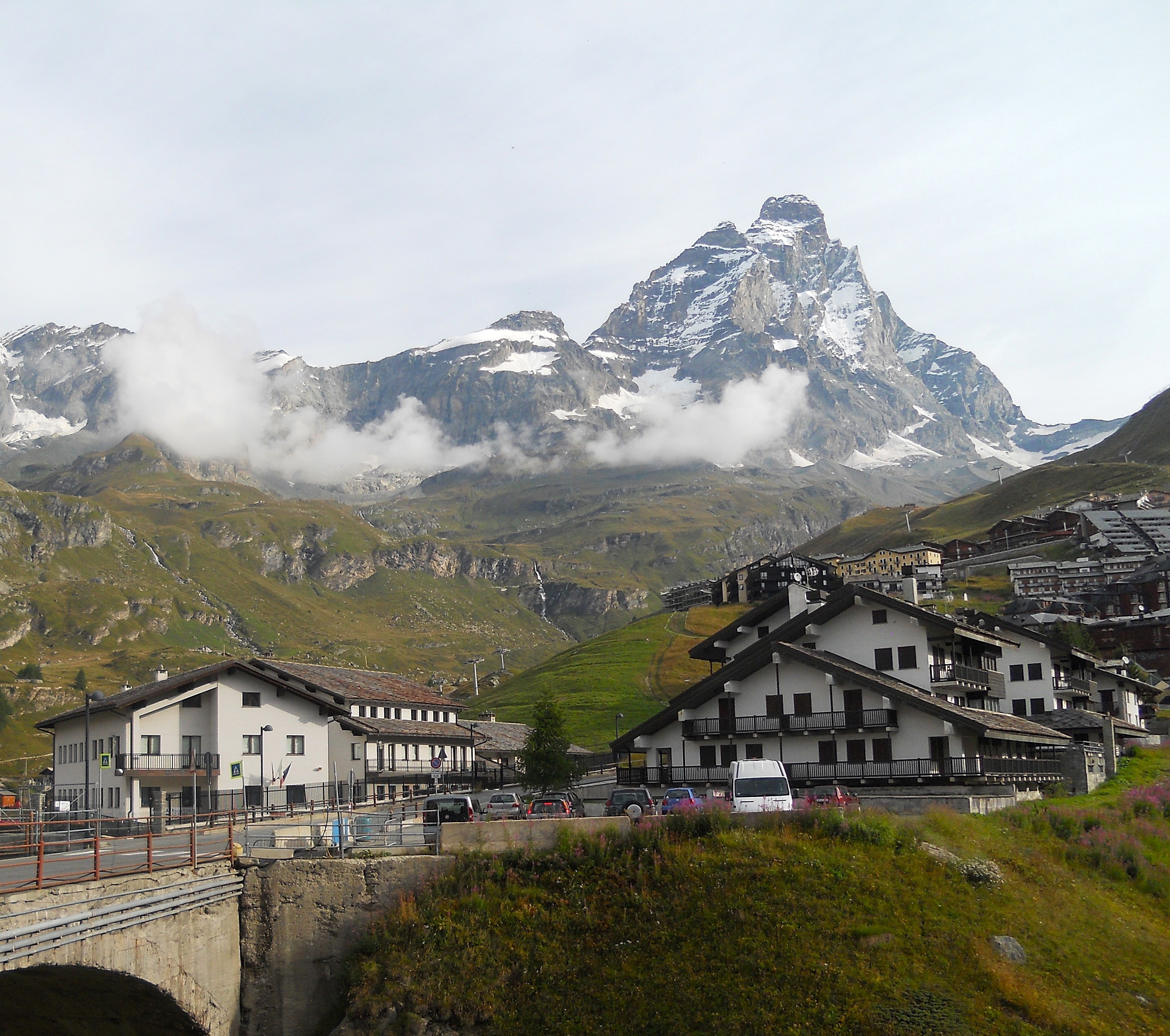
نمای ماترهورن از چروینیا (سمت ایتالیایی). یال لئونه (مسیر جنوب‌غربی) در سمت چپ مشخص است. اوت 2014.

دومین مسیر پرصعود ماترهورن، یال جنوب‌غربی آن است (یال لئونه، Leone، مسیر ایتالیایی) که از چروینیا در ارتفاع ۲۰۲۵ متری آغاز می‌شود و با گذر از پناهگاه Abruzzi روی یال جنوب‌غربی به سمت قله ادامه می‌یابد. این مسیر نسبت به یال هورنلی اندکی طولانی‌تر، با امکانات ایمنی کمتر (طناب ثابت، میله حمایت،...) و دارای احتمال بالاتری از ریزش سنگ و یخ است و درجه سختی III (صخره‌نوردی) و AD+ (کوهنوردی) به آن اختصاص یافته. بااین‌حال وجود جانپناه قابل استفاده برای شب‌مانی در ارتفاع ۳۸۳۰ متری این یال (به نام جانپناه کارِل، Rifugio Jean-Antoine Carrel)، روز قله را نسبت به مسیر هورنلی چند ساعتی کوتاه‌تر می‌کند. برای صعود از این یال و استفاده از جانپناه کارل توصیه می‌شود که با دفتر راهنمایان کوه چروینیا هماهنگی به عمل آید.